# Nowy Dwór Gdański (gemeente)
De gemeente Nowy Dwór Gdański is een stad- en landgemeente in het Poolse woiwodschap Pommeren, in powiat Nowodworski (Pommeren).
De gemeente telt 22 administratieve plaatsen (solectwo): Gozdawa (Neustädterwald), Jazowa (Einlage), Kępiny Małe (Zeyersvorderkampen), Kępki (Zeyer), Kmiecin (Fürstenau), Lubieszewo (Ladekopp), Marynowy (Marienau), Marzęcino (Jungfer), Myszewko (Klein Mausdorf), Orliniec (Neulanghorst), Orłowo (Orloff), Powalina (Walldorf), Rakowiska (Krebsfelde), Rakowo, Rychnowo Żuławskie (Rückenau), Solnica (Lakendorf), Starocin (Reinland), Stawiec, Stobna (Stuba), Tuja (Tiege), Wierciny (Wolfsdorf) en Żelichowo (Petershagen).
De zetel van de gemeente is in Nowy Dwór Gdański (Tiegenhof).
Op 30 juni 2004 telde de gemeente 17 919 inwoners.

## Oppervlakte gegevens
In 2002 bedroeg de totale oppervlakte van gemeente Nowy Dwór Gdański 213 km², waarvan:
- agrarisch gebied: 83%
- bossen: 0%

De gemeente beslaat 32,63% van de totale oppervlakte van de powiat.

## Demografie
Stand op 30 juni 2004:
| Omschrijving                   | Totaal | Totaal | Vrouwen | Vrouwen | Mannen | Mannen |
| ------------------------------ | ------ | ------ | ------- | ------- | ------ | ------ |
| eenheid                        | aantal | %      | aantal  | %       | aantal | %      |
| inwoners                       | 17 919 | 100    | 9132    | 51      | 8787   | 49     |
| bevolkingsdichtheid (inw./km²) | 84,1   | 84,1   | 42,9    | 42,9    | 41,3   | 41,3   |

In 2002 bedroeg het gemiddelde inkomen per inwoner 1485,67 zł.

## Plaatsen zonder de statussołectwo
Cyganka (Tiegerweide), Cyganek (Platenhof), Leśnowo (Reimerswalde), Lubieszewo Pierwsze, Lubieszynek Drugi, Łączki Myszewskie (Klein Mausdorferweide), Myszkowo, Nowinki (Neudorf), Orłowskie Pole (Orlofferfelde), Orłówko, Osłonka (Grenzdorf A), Pieczewo (Pietzkendorf), Piotrowo (Niederpetershagen), Rakowe Pole, Robakowiec (Robach), Różewo (Fürstenauerweide), Ryki, Suchowo (Rosenort), Swaryszewo (Keitlau), Trojaki (Drillinge), Wężowiec (Strauchkampen), Wężownica en Zawadka (Hakendorf).

## Aangrenzende gemeenten
Elbląg, Gronowo Elbląskie, Nowy Staw, Ostaszewo, Stegna, Sztutowo